# دیالوگ بوهم
گفت‌وگوی بوهمی (یا دیالوگ بوهم) یک گفت‌وگوی گروهی آزادانه است که در آن شرکت کنندگان تلاش می کنند به یک درک مشترک برسند و دیدگاه همه را به طور کامل، یکسان و بدون قضاوت تجربه کنند. این نوع دیالوگ می‌تواند به درک جدید و عمیق‌تری منجر شود. هدف آن حلِ بحران‌های ارتباطی است که جامعه و در واقع کلِ طبیعت و خودآگاهی با آن مواجه است. این نام از فیزیکدان دیوید بوهم گرفته شده است که این شکل از گفتگو را پیشنهاد کرد.

## اصل‌های گفت‌وگو
1. گروه موافق است که هیچ تصمیمی در سطح گروه در گفتگو گرفته نخواهد شد. «… در گروهِ گفتگو قرار نیست درباره هیچ چیزی تصمیم بگیریم. این بسیار مهم است. اگر نه، آزاد نیستیم. باید فضای خالی داشته باشیم که در آن نه موظف به چیزی باشیم و نه به نتیجه‌ای برسیم. و نه اینکه چیزی بگویم یا چیزی نگوییم. این گفت‌وگو باز و آزاد است.»
2. هر فرد موافقت می کند که قضاوت را در گفت‌وگو متوقف کند. (به طور خاص، اگر فرد ایده‌ای را بشنود که دوست ندارد، به آن ایده حمله نمی‌کند.) «… مردم در هر گروهی مفروضاتی در نظر می‌گیرند، و با ادامه جلسه گروه، این فرضیات مطرح می‌شوند. لازم است آن فرضیات را به حالت تعلیق درآورید، تا نه آنها را حفظ کنید و نه آنها را سرکوب کنید، نه به آنها معتقد باشید و نه بی‌اعتقاد، و نه آنها را به عنوان خوب قضاوت کنید و نه بد …»
3. از آنجا که افراد «قضاوت را به حالت تعلیق در می‌آورند»، همزمان تا حد امکان صادق و شفاف هستند. (به طور خاص، در غیر این صورت ممکن است فرد «ایده خوبی» داشته باشد که به دلیل بحث برانگیز بودن، از به اشتراک گذاشتنش با گروه خودداری کند.)
4. افراد در مکالمه سعی می‌کنند گفتگو را بر ایده‌های افراد دیگر بنا کنند. (گروه اغلب با ایده‌هایی روبرو می‌شود که بسیار فراتر از چیزی است که هر یک از افراد قبل از شروع گفتگو امکان‌پذیر تصور می‌کردند.)

## اجرای گفت‌وگو
بیست تا چهل شرکت کننده در یک دایره می‌نشینند و در جریانِ گفتگوی آزادانه شرکت می‌کنند. یک دیالوگ معمولاً برای چند ساعت (یا چند روز در یک محیط کارگاهی) ادامه دارد.
شرکت کنندگان در حین صحبت کردن با هم، باورها ، نظرات ، انگیزه‌ها و قضاوت‌های خود را به حالت تعلیق در می‌آورند تا ببینند حرکت فرآیندهای فکری گروه و تأثیرات آنها چه می‌تواند باشد.